# Ben Howland
Benjamin Clark Howland, detto Ben (Lebanon, 28 maggio 1957), è un allenatore di pallacanestro ed ex cestista statunitense.

## Palmarès
- Henry Iba Award (2002)
- Naismith College Coach of the Year (2002)
- Jim Phelan National Coach of the Year Award (2006)